# Prêmio Multishow de Música Brasileira para Revelação do Ano
Prêmio Multishow de Música Brasileira para Revelação do Ano é um prêmio dado anualmente no Prêmio Multishow de Música Brasileira, uma cerimônia que foi estabelecida em 1994 e originalmente chamada de Prêmio TVZ. O prêmio para Revelação do Ano foi introduzido pela primeira vez sob o nome Revelação Nacional. Entre as edições de 2000 e 2004, foi dividido em duas categorias: Revelação Solo e Revelação Grupo.

## Vencedores e indicados

### Década de 1990
| Ano  | Vencedor(a)    | Indicados                                                                 | Ref.  |
| ---- | -------------- | ------------------------------------------------------------------------- | ----- |
| 1994 | —              | —                                                                         | [ 1 ] |
| 1995 | Banda Mel      | —                                                                         | [ 2 ] |
| 1996 | Pato Fu        | —                                                                         | [ 3 ] |
| 1997 | Os Virgulóides | —                                                                         | [ 4 ] |
| 1998 | Vanessa Rangel | - Charlie Brown Jr. - Claudinho & Buchecha - Ivete Sangalo - Zeca Baleiro | [ 5 ] |
| 1999 | Fat Family     | - Farofa Carioca - Nativus - Terra Samba - Vinny                          | [ 6 ] |

### Década de 2000
| Ano  | Vencedor(a)             | Indicados                                                               | Ref.              |
| ---- | ----------------------- | ----------------------------------------------------------------------- | ----------------- |
| 2000 | Maurício Manieri (solo) | - Ana Carolina - Dudu Nobre - Ivete Sangalo - Wilson Sideral            | [ 7 ] [ 8 ] [ 9 ] |
| 2000 | Los Hermanos (grupo)    | - Harmonia do Samba - LS Jack - Penélope - Rumbora                      | [ 7 ] [ 8 ] [ 9 ] |
| 2001 | Wanessa Camargo (solo)  | - Belo - Nando Reis - Pedro Mariano - Max de Castro                     | [ 10 ]            |
| 2001 | Falamansa (grupo)       | - Catedral - KLB - O Surto - Tihuana                                    | [ 11 ]            |
| 2002 | Luciana Mello (solo)    | - Frejat - Kelly Key - Paula Lima - Robinson Monteiro                   | [ 12 ]            |
| 2002 | SNZ (grupo)             | - Cajamanga - CPM 22 - Lampirônicos - Peixelétrico                      | [ 12 ]            |
| 2003 | Luiza Possi (solo)      | - Beto Lee - Davi Moraes - Fernanda Porto - Maria Rita                  | [ 13 ]            |
| 2003 | Rouge (grupo)           | - Berimbrown - Detonautas - Rodox - Seu Cuca                            | [ 13 ]            |
| 2004 | Pitty (solo)            | - Felipe Dylon - Luka - Preta Gil - Vanessa da Mata                     | [ 14 ]            |
| 2004 | Babado Novo (grupo)     | - Eletrosamba - Kaleidoscópio - Lan Lan e os Elaines - Reação em Cadeia | [ 14 ]            |
| 2005 | Motirô                  | - Black Alien - Dibob - Dead Fish - Rapazolla                           | [ 15 ]            |
| 2006 | Marjorie Estiano        | - Cachorro Grande - Forfun - Leela - Luxúria                            | [ 16 ]            |
| 2007 | NX Zero                 | - Céu - Maskavo - Moptop - Papas da Língua                              | [ 17 ]            |
| 2008 | Strike                  | - Ana Cañas - Diogo Nogueira - Scracho - Vanguart                       | [ 18 ]            |
| 2009 | Cine                    | - Gloria - Mallu Magalhães - Primadonna - Túlio Dek                     | [ 19 ]            |

### Década de 2010
| Ano  | Vencedor(a)             | Indicados                                                          | Ref.   |
| ---- | ----------------------- | ------------------------------------------------------------------ | ------ |
| 2010 | Luan Santana            | - Hori - Lu Alone - Maria Gadú - Restart                           | [ 20 ] |
| 2011 | Monique Kessous         | - Emicida - Johnny and The Hookers - Roberta Spindel - Tulipa Ruiz | [ 21 ] |
| 2012 | Gang do Eletro          | - Cícero - Silva                                                   | [ 22 ] |
| 2013 | Karol Conká             | - Anitta - Clarice Falcão - Strobo                                 | [ 23 ] |
| 2014 | Boogarins               | - Alice Caymmi - Russo Passapusso                                  | [ 24 ] |
| 2015 | Ava Rocha               | - Dônica - Lila                                                    | [ 25 ] |
| 2016 | Liniker e os Caramelows | - As Bahias e a Cozinha Mineira - Mahmundi                         | [ 26 ] |
| 2017 | Rincon Sapiência        | - Luiza Lian - Rakta                                               | [ 27 ] |
| 2018 | Baco Exu do Blues       | - Edgar - Luedji Luna - Maria Beraldo                              | [ 28 ] |
| 2019 | Duda Beat               | - Josyara - MC Tha                                                 | [ 29 ] |

### Década de 2020
| Ano  | Vencedor(a)   | Indicados                                                                                            | Ref.   |
| ---- | ------------- | --- | ------ |
| 2020 | Jup do Bairro | - Ana Frango Elétrico - Rosa Neon                                                                    | [ 30 ] |
| 2021 | Marina Sena   | - Jadsa - João Gomes                                                                                 | [ 31 ] |
| 2022 | Ana Castela   | - Bala Desejo - Jovem Dionisio - Mari Fernandez - Nattanzinho - Rachel Reis - Tasha & Tracie - Urias | [ 32 ] |
| 2023 | Melly         | - Carol Biazin - Kay Black - Nadson o Ferinha - Thiago Pantaleão - Veigh                             | [ 33 ] |
| 2024 | Zaynara       | - Duquesa - Grelo - Jota.pê - Os Garotin - Yago Oproprio                                             | [ 34 ] |